# دیوید کوشنر (خواننده-ترانه‌سرا)
دیوید کوشنر (انگلیسی: David Kushner; ۲۰۰۰  ) خواننده-ترانه‌پرداز اهل شیکاگو در ایالات متحده آمریکا است. وی از سال ۲۰۲۲ میلادی تاکنون مشغول فعالیت بوده‌است.
وی در سال ۲۰۲۲ با ترانه مردی سرشکسته در تیک‌تاک معروف شد و بعدتر ترانه نور روز را منتشر کرد.